# Johann Durand
Johann Durand (Évian-les-Bains, 17 giugno 1981) è un ex calciatore francese, di ruolo portiere.
Legato alle società di calcio che si sono susseguite nel suo paese natio sin dalle giovanili, con la sola eccezione del trasferimento in Svizzera giocando con le giovanili del Servette, ha scalato negli anni con la prima squadra dal campionato di quinto livello alla Ligue 1, rimanendovi seppure come riserva, per quattro stagioni, dai campionati 2011-2012 al 2014-2015, e seguendo la squadra nella retrocessione in Ligue 2 prima di ritirarsi nell'estate 2016.

## Palmarès
- Campionato francese di seconda divisione: 1

Évian Thonon Gaillard: 2010-2011